# الكتيبة 20 مظلات
"الكتيبة ٢٠ مظلات" جزء من قوات المظلات المصرية، أول وأقدم كتيبة مظليين في مصر تم إنشائها على يد سعد الشاذلي عام ١٩٥٥ بإسم "الكتيبة ٧٥ مظلات" والذي تغير اسمها فيما بعد إلى الكتيبة ٢٠ مظلات. تولى "الشاذلي" قيادة الكتيبة كأول قائد كتيبة مظللين في مصر حتى عام ١٩٥٩؛ لتصبح الكتيبة ٢٠ نواة انشاء اللواء ٢٥ مظلات في 1961 الذي تغير اسمه لاحقاً إلى اللواء ١٧٠ مظلات ؛ أول وأقدم لواء أنشأ داخل وحدات المظلات المصرية.

## بعثة الكونغو:
أُرسلت كتيبة مظلات تابعة للجمهورية العربية المتحدة إلى الكونغو في 9 أغسطس 1960، كجزء من عملية الأمم المتحدة في الكونغو. يُذكر أن الكتيبة المعنية كانت الكتيبة 75 مظلات ( الكتيبة ٢٠ مظلات حالياً ). تألفت الكتيبة من 350 مظلياً من مصر (أربع سرايا) و150 مظلياً من سوريا (سرية واحدة)، جميعهم يتحدثون الفرنسية أو الإنجليزية، تحت قيادة سعد الشاذلي، على الرغم من أن التقارير اللاحقة أشارت إلى أن قوة الكتيبة تبلغ 550 فردًا. أُعلن في البداية أن الوحدة ستذهب إلى كوكويلهاتفيل في الشمال، ولكن يبدو أنها أمضت قدراً كبيراً من الوقت في مطار ليوبولدفيل.

## الحرب الأهلية في شمال اليمن:
أُرسلت الكتيبة 75 لدعم القوات الجمهورية اليمنية خلال الحرب الأهلية في شمال اليمن في أوائل الستينيات. كان هدف الكتيبة هو النزول في صعدة وتأمينها والتي كانت تعتبر بوابة العاصمة صنعاء التي أمكن الاستيلاء عليها. هبط المظليون هناك قبل ساعات قليلة من تقدم الملكيين. حيث بدأت معركة وحشية بين المظليين والقوات الملكية أدت في النهاية إلى نجاح كتيبة المظلات في هزيمة الملكيين وتأمين المنطقة.

## حرب الخليج الثانية:
وقع آخر عمل رئيسي للمظليين خلال حرب الخليج الثانية، مع إرسال اللواء 170 مظليين إلى الإمارات العربية المتحدة لحماية البلاد من الهجمات العراقية المحتملة.

## القادة
القائد الحالي للكتيبة ٢٠ مظلات: مقدم أركان حرب / أحمد جمال محمد يونس
رئيس عمليات الكتيبة: رائد / مصطفي حسن العريبي
أبرز القادة
- اللواء أركان حرب / احمد ذكي أحمد القائد الحالي لقوات المظلات المصرية
- العميد أركان حرب / محمد سعد عبدالرازق رئيس أركان قوات المظلات الحالي
- العميد أركان حرب / أحمد صلاح شتا القائد الحالي للواء ١٧٠ مظليين